# Lijst van grietmannen van Hennaarderadeel
Dit is een lijst van grietmannen van de voormalige Nederlandse grietenij Hennaarderadeel in de provincie Friesland tot de invoering van de gemeentewet in 1851. 
| Ambtsperiode | Naam grietman                      | Leven        | Bijzonderheden |
| ------------ | ---------------------------------- | ------------ | --- |
| 1426         | Sierck Mellema                     |              | |
| 1450 - 1453  | Jarich van Hottinga                | †1475        | Schoonvader van Juw van Dekema, grietman van Baarderadeel, en van Hessel van Martena, grietman van achtereenvolgens Menaldumadeel, het Bildt en Franekeradeel.                                                               |
| 1453         | Hotze van Donia                    |              | |
| 1487         | Wybe Feddriksma                    |              | |
| 1513 - 1514  | Tjalling van Botnia                | †1533        | Later grietman van Franekeradeel. Was getrouwd met Frouck van Hottinga, kleindochter van Jarich van Hottinga. |
| 1515 - 1517  | Sierck van Donia                   | † ca.1537    | |
| ca. 1518     | Julius van Botnia                  | †1538        | Tevens grietman van Ferwerderadeel. |
| 1522         | Sierck van Donia                   | † ca.1537    | Zelfde als vorige Sierck van Donia. |
| 1524 - 1528  | Jarich van Hottinga                |              | Kleinzoon van de vorige Jarich van Hottinga. |
| 1529 - 1539  | Thoenis van Fernia                 | † ca.1539    | |
| 1541 - 1547  | Watze van Roorda                   | †1547        | Schoonzoon van Tjalling van Botnia. Hij was doctor in de rechten. |
| 1550 - 1569  | Sierck van Donia                   | †1569        | Zoon van de vorige Sierck van Donia. |
| 1570 - 1576  | Oene van Wytsma                    | ca.1547-1599 | Schoonzoon van Sierck van Donia. Ruilde met Roeland van Achelen van grietenij. Leefde na 1580 in ballingschap, maar keerde terug naar Friesland.                                                                             |
| 1576 - 1577  | Roeland van Achelen                | †1611        | Eerder grietman van Dantumadeel. |
| 1577 - 1578  | Upcke Tallum                       | †1584        | Vluchtte naar Groningen. |
| 1578 - 1597  | Poppe van Burmania                 | 1544-1597    | Aangesteld door de graaf van Rennenberg. |
| 1598 - 1629  | Bocke van Burmania                 | ca.1576-1629 | Zoon van Poppe van Burmania. |
| 1629 - 1638  | Doeke van Jongema                  | 1580-1638    | Eerder grietman van Franekeradeel. |
| 1639 - 1647  | Sicco van Grovestins               | †1665        | Neef van Doeke van Jongema. |
| 1647 - 1671  | Oene van Grovestins                | ca.1612-1675 | Broer van Sicco van Grovestins. |
| 1671 - 1706  | Edzard van Grovestins              | 1655-1729    | Zoon van Oene van Grovestins. Was getrouwd met Orsel van Burmania, kleindochter van Bocke van Burmania. |
| 1706 - 1754  | Idzard van Sminia                  | 1689-1754    | Zijn vader Hobbe Baerdt van Sminia kocht het grietmanschap voor hem van Edzard van Grovestins. |
| 1754 - 1767  | Tjalling Aedo van Sminia           | 1716-1767    | Zoon van Idzard van Sminia. |
| 1767 - 1782  | Binnert Philip Aebinga van Humalda | 1709-1791    | Schoonzoon van Idzard van Sminia en kleinzoon van Edzard van Grovestins. |
| 1782 - 1795  | Idsert Aebinga van Humalda         | 1754-1834    | Zoon van Binnert Philip Aebinga van Humalda. |
| 1795 - 1816  |                                    |              | Geen grietmannen wegens de Franse Tijd. |
| 1816 - 1846  | Idzerd Frans van Eysinga           | 1794-1870    | Neef van Idsert Aebinga van Humalda. Zoon van Frans Julius Johan van Eysinga, grietman van Doniawerstal. Zwager van Age Tjepke Ruurd Sixma van Heemstra, grietman van Barradeel en later van Kollumerland en Nieuwkruisland. |
| 1846 - 1850  | Cornelis van Eysinga               | 1821-1862    | Zoon van Idzerd Frans van Eysinga. |
| 1850 - 1851  | Cornelis Wichers Wierdsma          | 1823-1902    | Schoonzoon van Wiardus Willem Buma. Hij werd vervolgens de eerste burgemeester van Hennaarderadeel. |